# Danny Schechter
Pour les articles homonymes, voir Schechter.
Danny Schechter (né le 27 juin 1942 à New York et mort le 19 mars 2015) est un réalisateur, producteur et scénariste américain.
Il commença sa carrière dans les médias en faisant le « dissecteur des nouvelles » (the news dissector) sur la radio WBCN-FM à Boston (Massachusetts). Par la suite, il réalisa l'émission 20/20 sur la chaîne ABC et fut un des réalisateurs de l'équipe de démarrage de CNN.

## Filmographie
Comme réalisateur
- 1992 : Beyond 'JFK': The Question of Conspiracy
- 1994 : Countdown to Freedom: 10 Days That Changed South Africa
- 1996 : Prisoners of Hope
- 1997 : The World of Elie Wiesel (TV)
- 2001 : Falun Gong's Challenge to China
- 2002 : The Making and Meaning of 'We Are Family'
- 2004 : WMD: Weapons of Mass Deception

Comme producteur
- 1980 : Five All Night (série TV)
- 1992 : Beyond 'JFK': The Question of Conspiracy
- 1993 : Rights & Wrongs: Human Rights Television (série TV)
- 1997 : The Stargate Saga (TV)
- 1997 : The World of Elie Wiesel (TV)
- 1998 : Globalization & Human Rights (TV)
- 2004 : WMD: Weapons of Mass Deception

Comme scénariste
- 1994 : Countdown to Freedom: 10 Days That Changed South Africa
- 1997 : The Stargate Saga (TV)
- 1997 : The World of Elie Wiesel (TV)
- 1998 : Globalization & Human Rights (TV)